# 伏爾克·貝克

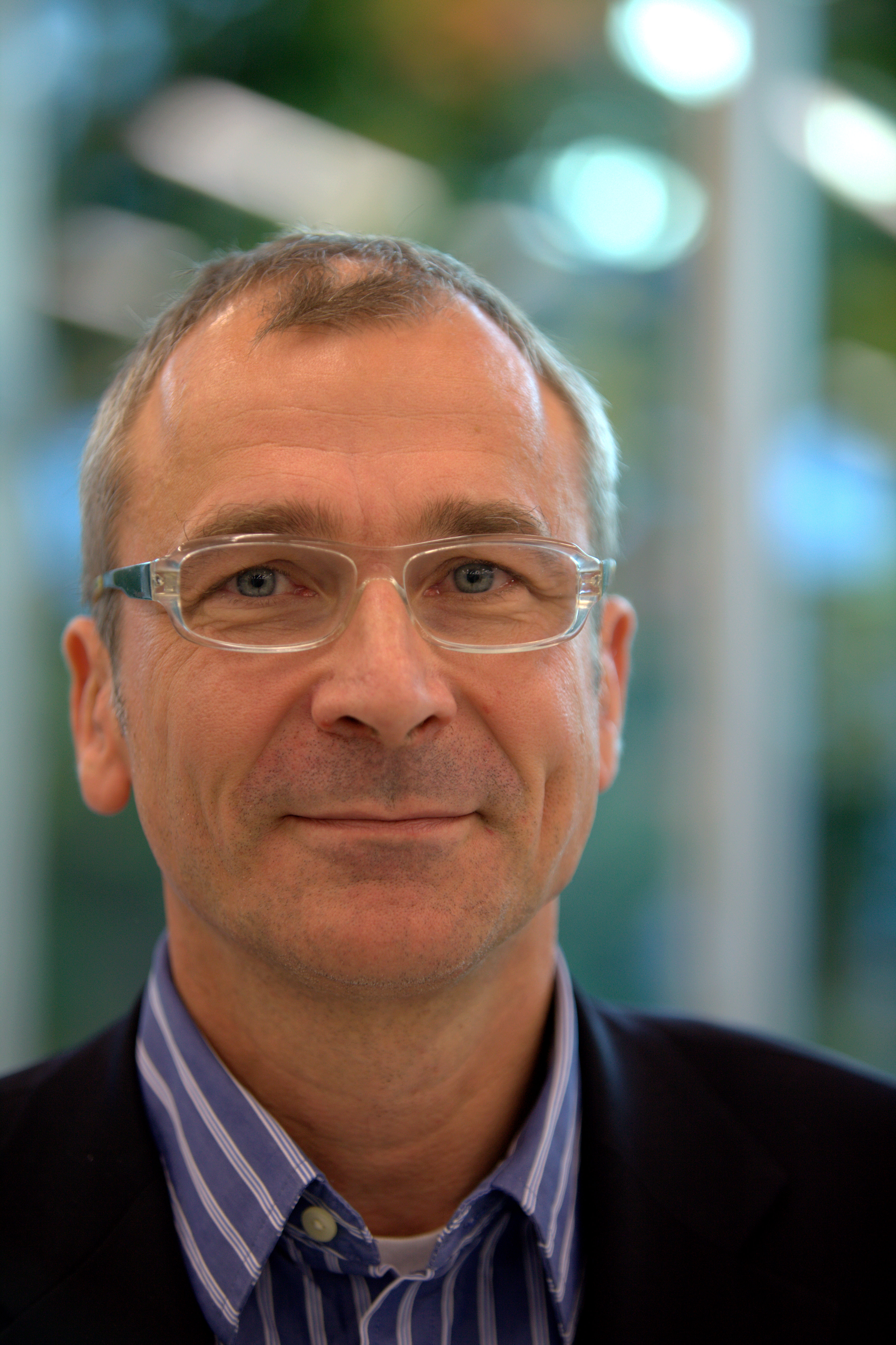
伏爾克·貝克，2010年

伏爾克·貝克（德語：Volker Beck，1960年12月12日—）生於斯圖加特，德國政治家。他是德國聯邦議院現任議員，代表綠黨。他在1994年至2002年期間擔任綠黨法務發言人，並自此身任聯邦議院的綠黨黨鞭。他在2005年9月被選為國會議員（科隆代表）與黨鞭一職。貝克以強硬的談判風格著稱；他在2001年至2004年期間擔任綠黨在新移民政策的首席談判代表，順利讓該法在2005年付諸實行。
貝克是一位公開的同性戀者，也是德國男女同性戀協會（德語：Lesben- und Schwulenverband，簡稱LSVD）的發言人。他致力推動同性婚姻，被稱為「德國同性伴侶法案之父」。
2008年，他和同志權利運動家賈克·德斯雅（Jacques Teyssier）在愛情長跑16年後正式登記為伴侶。他們維持長期穩定的伴侶關係，直到2009年7月25日德斯雅因癌症於柏林逝世。
2003年，在貝克的倡議下，德國聯邦議院通過表決，將在柏林市中心豎立同志受難紀念碑，紀念受納粹主義迫害的同性戀者。
2006年，他發起民法反歧視條例，禁止在工作場合中，基於種族、血統、性別、性傾向、宗教、年齡與殘疾等之種種歧視。
2006年5月27日，貝克在參與莫斯科驕傲遊行、宣揚同性戀權利時，受到不明襲擊而受傷。他的這段經歷也被收錄在紀錄片《'06年莫斯科驕傲遊行》中。2007年5月，他因試圖遞送具有數名莫斯科國會議員連署的請願書，而在莫斯科市政廳前被警方逮捕，並受到反同性戀示威者攻擊，他的頭部甚至遭到蛋擊。
他支持歐盟對烏茲別克的制裁，肇因於2006年10月17日的安集延事件爆發後，烏茲別克政府拒絕讓國際介入調查。

## 外部連結
- （德文）伏爾克·貝克官方網站 （页面存档备份，存于）
- （德文）伏爾克·貝克的線上個人簡介－綠黨議會小組網站，德國聯邦議院